# Tramwaje w Limmattal
Tramwaje w Limmattal − zlikwidowany system komunikacji tramwajowej w Limmattal niedaleko Zurychu w Szwajcarii działający w latach 1900–1956.

## Historia
Pierwsze plany budowy linii w okolicach Limmattal powstały w 1893, linia miała łączyć Zurich – Dietikon – Bremgarten. W 1897 wydano koncesję spółce Limmattal-Strassenbahn (LSB). Linie oddano do eksploatacji 20 grudnia 1900 na odcinku Letzigraben-Dietikon. Później linię wydłużono. Na linii był prowadzony także ruch towarowy który ograniczył się do transportu piwa na odcinku Dietikon – Zurich. Ostatni odcinek zlikwidowano w 1956. 
W 2000 rozpoczęto badania nad pierwszą linią Limmattalbahn. W maju 2010 powstała spółka Limmattalbahn AG, która ma zaprojektować i wybudować linię. W 2017 ma rozpocząć się budowa, a w 2020 uruchomienie linii. Na linii mają kursować dwukierunkowe tramwaje. Koszt Limmattalbahn szacowany jest na sumę 600–700 mln CHF. Sfinansować go mają kantony Zurych i Argowia. 

## Linia
Linia szybkiego tramwaju ma zaczynać się przy dworcu Zürich Altstetten, a kończyć w Killwangen-Spreitenbach. Trasa o długości 13,3 km ma mieć 26 przystanki.